# جنيفر ديفيدسون
جنيفر ديفيدسون (بالإنجليزية: Jennifer Davidson)‏ هي متزلجة جماعية أمريكية، ولدت في 1972 في الولايات المتحدة.